# خرابکار (فیلم ۲۰۱۶)
خرابکار (به تلگو: Ism) فیلمی هندی محصول سال ۲۰۱۶ و به کارگردانی پوری جاگاناد است. در این فیلم بازیگرانی همچون نانداموری کالیان رام، آدیتی آریا و جاگاپاتی ببو ایفای نقش کرده‌اند.